# Хаугшлаг
Хаугшлаг (нем. Haugschlag) — коммуна (нем. Gemeinde) в Австрии, в федеральной земле Нижняя Австрия.
Входит в состав округа Гмюнд. Население составляет 517 человек (на 31 декабря 2005 года). Занимает площадь 22,65 км². Официальный код — 30915.

## Политическая ситуация
Бургомистр коммуны — Адольф Кайнц (АНП) по результатам выборов 2005 года.
Совет представителей коммуны (нем. Gemeinderat) состоит из 15 мест.
- АНП занимает 11 мест.
- СДПА занимает 3 места.
- Партия WGH занимает 1 место.